# Лобдебург
50°53′26″ пн. ш. 11°37′13″ сх. д. / 50.890555555556° пн. ш. 11.620277777778° сх. д.
Лобдебург (нім. Lobdeburg) — руїни замку біля Лобеди, району Єни. 
Назві Лобдебург відповідають дві різні будови, а саме: «верхня» і «середня» фортеця. Зазвичай йдеться про останню. 

## Географічне положення
Середня Лобдебург (на фото) розташована на підйомі Вельмісе — піднесеності між Лобедой і Бюргелем. Звідси видима середня частина долини річки Заале, долина Роди й Лойтри. 
Від верхньої Лобдебург, яка була не форпостом основної фортеці, як довго вважалося, а самостійною фортецею, зберігся лише залишок стіни. 
У 1236 р. згадується «нижня» фортеця (castrum inferiorum), від якої зараз на горі не залишилося ніяких слідів. Тому довгий час вважалося, що йдеться про замок в Лобеде, але новітні дослідження поставили це під серйозний сумнів. Швидше за все, це просто була інша назва середньої фортеці. 
Згодом Лобдебурги побудували уздовж річки Заале й інші фортеці: Бургау і Лойхтенбург. Фортеця Таутенбург, можливо, також заснована родом Лобдебургов: принаймні, феод Дорнбург-Таутенбург належав у XIII столітті цьому дворянському роду. 

## Історія
Лобдебург уперше згадана в 1166 році — 21 рік після першої письмової згадки Єни. Вона побудована Аухаузенами, що несли службу в імператора, й названа на ім'я місця Лобеда. Основою до цього послужили досить хороші стосунки між імператором та людьми, що служили у нього, з цього роду. Незабаром після спорудження замку сім'я, що управляла їм, стала іменуватися «фон Лобдебург». У 1185 р. будівництво фортеці було завершене. 
Приблизно у 1220 р. рід Лобдебургов поділився на п'ять ліній (Leuchtenburg, Arnshaugk, Elsterberg, Saalburg, Burgau). Головна лінія вже до 1227 р. стала іменуватися «фон Лойхтенбург», змінивши з незрозумілої причини резиденцію з багато побудованої фортеці Лобдебург, яка була залишена спеціальним службовцем, на фортецю в Лойхтенбург у Кале. 
В процесі розширення володінь Лобдебурги займалися розвитком міста Єни. На другу половину XII століття доводяться перші точні археологічні знахідки на території старого міста. Згідно з новітніми дослідженнями Єна уперше згадується в 1145 р. і отримала міське право між 1125 і 1240 рр. В останній чверті XII століття в Єні існував, очевидно, ринок, панами й охоронцями якого були Лобдебурги. До наших днів збереглося 5 монет-брактеатів, що карбували приблизно в 1175—1200 рр., на яких написане «Hartmannus de Lobdeburc». Оскільки в їх володіннях Єна тоді була найбільшим населеним пунктом, то можна припустити, що монети випускалися для ринку. 
Династія Лобдебургов процвітала в XII—XIII столітті, коли нею було засновано багато фортець і багатьом селам даровано міське право: Єні (між 1225 і 1240), Штадтроде (1251), Лобеді (до 1284), Шляйцу (до 1285), Нойштадту (до 1287), Кале (до 1299) й Песнеку (до 1289). В XIV столітті усі лінії Лобдебургов збідніли й втратили своє велике політичне значення. Їх володіння поступово переходили в руки роду Веттінів (Wettin), які мали титул тюрингских ландграфов і маркграфів майсеновских. Так, у 1340 р. і фортеця Лобдебург перейшла під їх контроль. Останньою з династії Лобдебургов вимерла в 1448 р. лінія Лобдебург-Бургау, резиденції якої знаходилися в Бургау й Лобеде — раніше самостійних селищах, тепер районах Єни. 
У 1450 р. герцог Вільгельм II зруйнував фортецю Лобдебург у ході саксонської міжусобної війни (1446—1451). Камені руїн були використані для спорудження моста через Заале в Бургау (побудований в 1491—1544 рр.). 
З 1912 р. існує об'єднання Lobdeburg-Gemeinde 1912 e.V. Воно, спільно з відомством пам'ятників культури Єни, займається утримуванням і реставрацією фортеці, а також навколишньої території. Усередині об'єднання працює група «Ruine Lobdeburg» (руїни Лобдебург). З моменту об'єднання проводяться роботи по захисту пам'ятників романської культури: в їх рамках замок обзавівся сталевим корсетом. Окрім декількох незначних досліджень, єнинський міський археолог Маттиас Рупп працює над зборами історичної архітектурної документації «середнього» Лобдебурга.